# 尤楚翔
尤楚翔（1999年6月16日—）為臺灣男子籃球運動員，場上位置為大前鋒。他於2021年T1聯盟新人選秀會第一輪被臺中太陽選中。

## 職業生涯

### 臺中葳格太陽（2021年–2022年）
2021年8月9日，於2021年T1聯盟新人選秀會上同時獲得臺中太陽、臺南第一輪指名，並由其逆指名選擇臺中太陽。8月28日，尤楚翔加盟臺中太陽。

### 桃園永豐雲豹（2022年–2023年）
2022年6月20日，臺中葳格太陽將尤楚翔交易至桃園雲豹，換回現金。

### 爭議事件
於2022年6月9日因酒醉襲擊女警，後由雲豹集團陪同致歉。
於2022年11月13日於客場出戰臺南台鋼獵鷹時，與簡偉儒在籃下卡位身體接觸推擠，趁著對方回防時肘擊對方，引發兩隊激烈衝突。11月16日T1聯盟公告，依聯盟規則暨裁判規章處以罰款2萬5000元，並且禁賽一場。

## 生涯數據

### T1聯盟

#### 例行賽
| 賽季    | 球隊         | GP | MPG  | 2P% | 3P% | FT% | RPG | APG | SPG | BPG | PPG |
| ------- | ------------ | -- | ---- | --- | --- | --- | --- | --- | --- | --- | --- |
| 2021-22 | 臺中葳格太陽 | 5  | 2:23 | 20  | 0   | 0   | 0   | 0   | 0   | 0   | 0.4 |

## 外部連結
- 尤楚翔的Instagram帳戶